# ZBED2
ZBED2 (англ. Zinc finger BED-type containing 2) – білок, який кодується однойменним геном, розташованим у людей на короткому плечі 3-ї хромосоми.  Довжина поліпептидного ланцюга білка становить 218 амінокислот, а молекулярна маса — 25 122.
| 10         |  | 20         |  | 30         |  | 40         |  | 50         |
| ---------- |  | ---------- |  | ---------- |  | ---------- |  | ---------- |
| MMRREDEEEE |  | GTMMKAKGDL |  | EMKEEEEISE |  | TGELVGPFVS |  | AMPTPMPHNK |
| GTRFSEAWEY |  | FHLAPARAGH |  | HPNQYATCRL |  | CGRQVSRGPG |  | VNVGTTALWK |
| HLKSMHREEL |  | EKSGHGQAGQ |  | RQDPRPHGPQ |  | LPTGIEGNWG |  | RLLEQVGTMA |
| LWASQREKEV |  | LRRERAVEWR |  | ERAVEKRERA |  | LEEVERAILE |  | MKWKVRAEKE |
| ACQREKELPA |  | AVHPFHFV   |  |            |  |            |  |            |

A: Аланін

C: Цистеїн

D: Аспарагінова кислота

E: Глутамінова кислота

F: Фенілаланін

G: Гліцин

H: Гістидин

I: Ізолейцин

K: Лізин

L: Лейцин

M: Метіонін

N: Аспарагін

P: Пролін

Q: Глутамін

R: Аргінін

S: Серин

T: Треонін

V: Валін

W: Триптофан

Білок має сайт для зв'язування з іонами металів, іоном цинку. 